# Irouléguy
Pour les articles homonymes, voir Irouléguy (AOC) et Irulegi.
Irouléguy (en basque : Irulegi) est une commune française, située dans le département des Pyrénées-Atlantiques en région Nouvelle-Aquitaine.
Le gentilé est Irulegitar.

## Géographie

### Localisation
La commune d'Irouléguy se trouve dans le département des Pyrénées-Atlantiques, en région Nouvelle-Aquitaine.
Elle se situe à 123 km par la route de Pau, préfecture du département, à 51 km de Bayonne, sous-préfecture, et à 47 km de Mauléon-Licharre, bureau centralisateur du canton de Montagne Basque dont dépend la commune depuis 2015 pour les élections départementales.
La commune fait en outre partie du bassin de vie de Saint-Jean-Pied-de-Port.
Les communes les plus proches sont : 
Anhaux (1,2 km), Saint-Étienne-de-Baïgorry (3,8 km), Ascarat (3,8 km), Lasse (4,0 km), Uhart-Cize (4,8 km), Saint-Jean-Pied-de-Port (5,4 km), Ispoure (5,4 km), Saint-Martin-d'Arrossa (6,8 km).
Sur le plan historique et culturel, Irouléguy fait partie de la province de la Basse-Navarre, un des sept territoires composant le Pays basque,. La Basse-Navarre en est la province la plus variée en ce qui concerne son patrimoine, mais aussi la plus complexe du fait de son morcellement géographique. Depuis 1999, l'Académie de la langue basque ou Euskalzaindia divise la Basse-Navarre en six zones,. La commune est dans le pays de Baïgorry-Ossès (Baigorri-Ortzaize), au sud-ouest de ce territoire.

### Communes limitrophes
Les communes limitrophes sont  Anhaux, Ascarat, Saint-Martin-d'Arrossa et Saint-Étienne-de-Baïgorry.
|                           | Saint-Martin-d'Arrossa |         |
| Saint-Étienne-de-Baïgorry | Irouléguy              | Ascarat |
|                           | Anhaux                 |         |

### Hydrographie

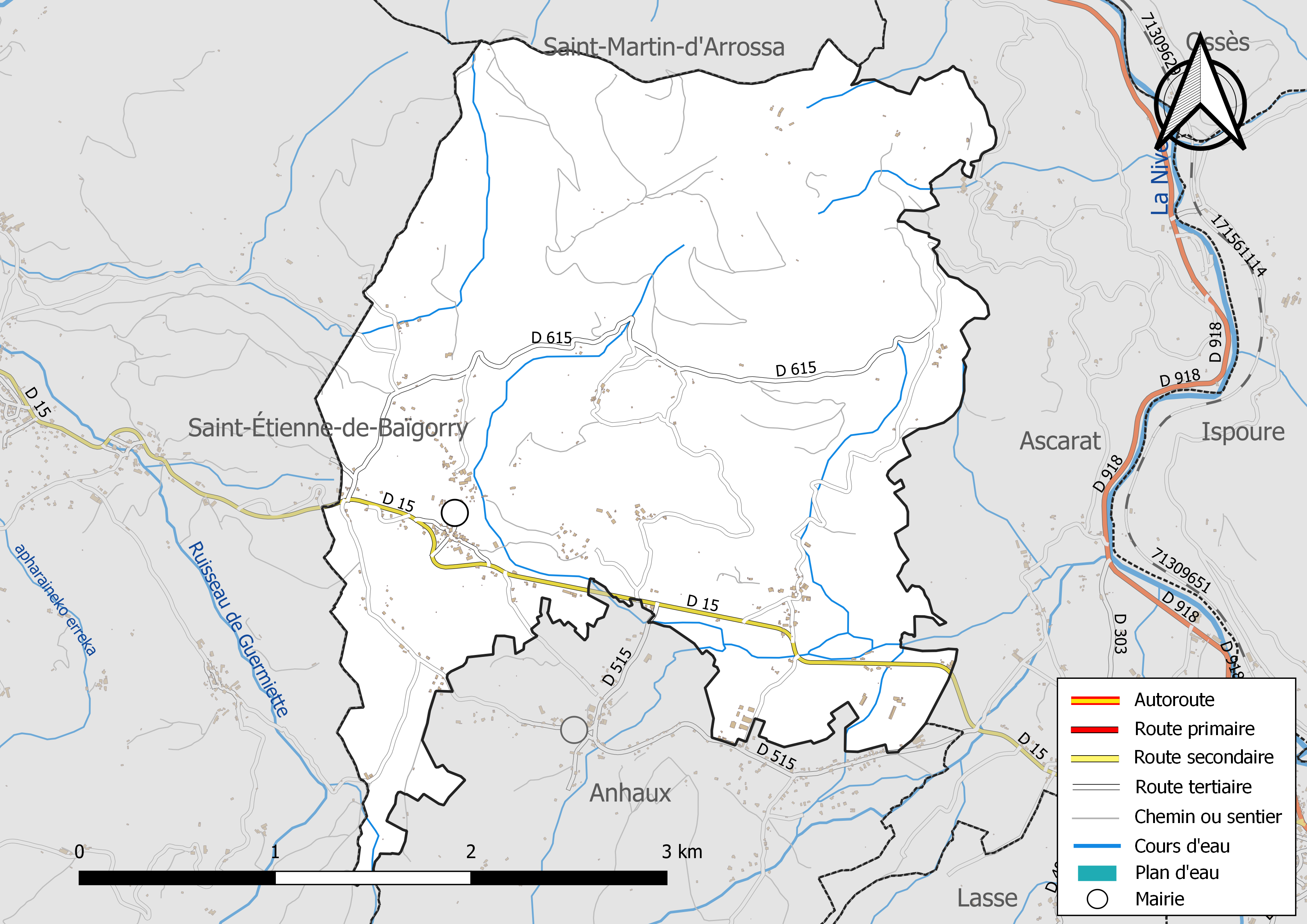
Réseaux hydrographique et routier d'Irouléguy.

La commune est drainée par des petits cours d'eau, constituant un réseau hydrographique de 11 km de longueur totale,.

### Climat
Le climat qui caractérise la commune est qualifié, en 2010, de « climat des marges montargnardes », selon la typologie des climats de la France qui compte alors huit grands types de climats en métropole. En 2020, la commune ressort du type « climat de montagne » dans la classification établie par Météo-France, qui ne compte désormais, en première approche, que cinq grands types de climats en métropole. Pour ce type de climat, la température décroît rapidement en fonction de l'altitude. On observe une nébulosité minimale en hiver et maximale en été. Les vents et les précipitations varient notablement selon le lieu.
Les paramètres climatiques qui ont permis d’établir la typologie de 2010 comportent six variables pour les températures et huit pour les précipitations, dont les valeurs correspondent aux données mensuelles sur la normale 1971-2000. Les sept principales variables caractérisant la commune sont présentées dans l'encadré ci-après.
| Paramètres climatiques communaux sur la période 1971-2000 - Moyenne annuelle de température : 13,4 °C - Nombre de jours avec une température inférieure à −5 °C : 1 j - Nombre de jours avec une température supérieure à 30 °C : 4,7 j - Amplitude thermique annuelle : 12,4 °C - Cumuls annuels de précipitation : 1 734 mm - Nombre de jours de précipitation en janvier : 12,5 j - Nombre de jours de précipitation en juillet : 9,1 j |

Avec le changement climatique, ces variables ont évolué. Une étude réalisée en 2014 par la Direction générale de l'Énergie et du Climat complétée par des études régionales prévoit en effet que la  température moyenne devrait croître et la pluviométrie moyenne baisser, avec toutefois de fortes variations régionales. La station météorologique de Météo-France installée sur la commune et en service de 1963 à 2017 permet de connaître l'évolution des indicateurs météorologiques. Le tableau détaillé pour la période 1981-2010 est présenté ci-après.
| Mois                                  | jan.             | fév.           | mars          | avril           | mai             | juin           | jui.           | août         | sep.            | oct.          | nov.            | déc.          | année      |
| ------------------------------------- | ---------------- | -------------- | ------------- | --------------- | --------------- | -------------- | -------------- | ------------ | --------------- | ------------- | --------------- | ------------- | ---------- |
| Température minimale moyenne (°C)     | 3                | 3,2            | 5             | 6,4             | 9,7             | 12,7           | 14,7           | 14,8         | 12,3            | 10,1          | 6               | 4             | 8,5        |
| Température moyenne (°C)              | 7,5              | 8              | 10,3          | 11,7            | 15,2            | 18,2           | 20,3           | 20,5         | 18,3            | 15,3          | 10,6            | 8,3           | 13,7       |
| Température maximale moyenne (°C)     | 11,9             | 12,9           | 15,6          | 17,1            | 20,8            | 23,7           | 25,9           | 26,2         | 24,4            | 20,5          | 15,2            | 12,5          | 18,9       |
| Record de froid (°C) date du record   | −15,4 09.01.1985 | −10,5 08.02.12 | −9,5 01.03.05 | −3,2 05.04.1975 | −0,2 14.05.1995 | 2,8 09.06.1985 | 5,8 08.07.1978 | 4 30.08.1986 | 2 21.09.1977    | −2,5 16.10.09 | −8,5 23.11.1988 | −9,8 25.12.01 | −15,4 1985 |
| Record de chaleur (°C) date du record | 24,8 28.01.1966  | 27 26.02.1994  | 30 21.03.1990 | 32,6 30.04.05   | 35 17.05.1964   | 40 26.06.11    | 41 19.07.16    | 42 04.08.03  | 39,2 08.09.1966 | 34 04.10.04   | 27 07.11.15     | 26 03.12.1985 | 42 2003    |
| Précipitations (mm)                   | 146              | 129,8          | 124,7         | 139,3           | 106,9           | 77             | 65,6           | 76,1         | 92,5            | 122,1         | 164,8           | 153,4         | 1 398,2    |

### Milieux naturels et biodiversité

#### Réseau Natura 2000
Le réseau Natura 2000 est un réseau écologique européen de sites naturels d'intérêt écologique élaboré à partir des Directives « Habitats » et « Oiseaux », constitué de zones spéciales de conservation (ZSC) et de zones de protection spéciale (ZPS).
Un site Natura 2000 a été défini sur la commune au titre de la « directive Habitats » : « la Nive », d'une superficie de 9 473 ha, un des rares bassins versants à accueillir l'ensemble des espèces de poissons migrateurs du territoire français, excepté l'Esturgeon européen,.

#### Zones naturelles d'intérêt écologique, faunistique et floristique
L’inventaire des zones naturelles d'intérêt écologique, faunistique et floristique (ZNIEFF) a pour objectif de réaliser une couverture des zones les plus intéressantes sur le plan écologique, essentiellement dans la perspective d’améliorer la connaissance du patrimoine naturel national et de fournir aux différents décideurs un outil d’aide à la prise en compte de l’environnement dans l’aménagement du territoire.
Une ZNIEFF de type 2 est recensée sur la commune, : 
les « landes de Larla-Jarra et d'Orzaize-Izpura » (4 429,5 ha), couvrant 10 communes du département.

## Urbanisme

### Typologie
Au 1er janvier 2024, Irouléguy est catégorisée commune rurale à habitat dispersé, selon la nouvelle grille communale de densité à sept niveaux définie par l'Insee en 2022.
Elle est située hors unité urbaine. Par ailleurs la commune fait partie de l'aire d'attraction de Saint-Jean-Pied-de-Port, dont elle est une commune de la couronne,. Cette aire, qui regroupe 22 communes, est catégorisée dans les aires de moins de 50 000 habitants,.

### Occupation des sols

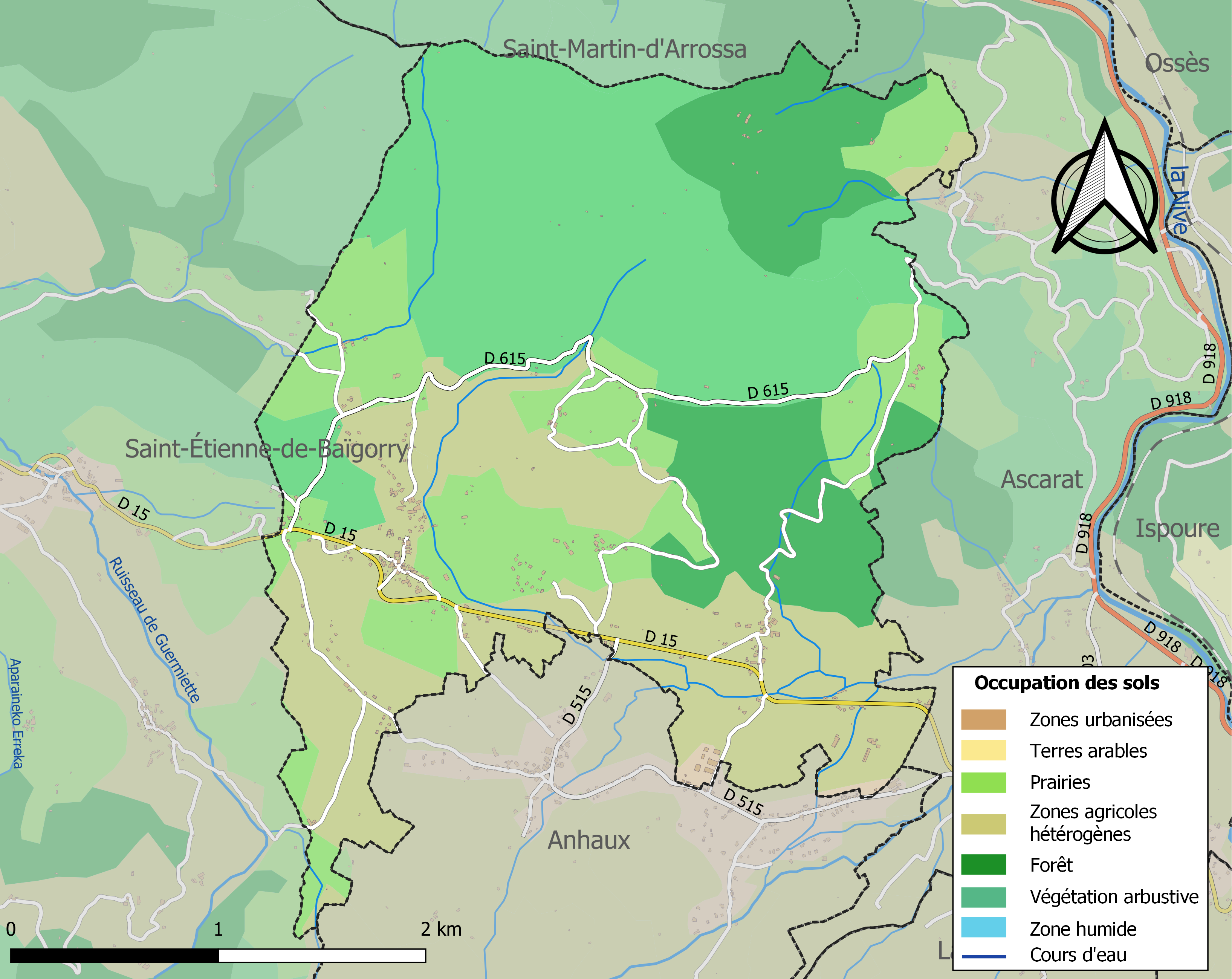
Carte des infrastructures et de l'occupation des sols de la commune en 2018 (CLC).

L'occupation des sols de la commune, telle qu'elle ressort de la base de données européenne d’occupation biophysique des sols Corine Land Cover (CLC), est marquée par l'importance des territoires agricoles (50,2 % en 2018), en augmentation par rapport à 1990 (48,8 %). La répartition détaillée en 2018 est la suivante : 
milieux à végétation arbustive et/ou herbacée (32,4 %), zones agricoles hétérogènes (29,8 %), prairies (20,4 %), forêts (17 %), zones urbanisées (0,3 %). L'évolution de l’occupation des sols de la commune et de ses infrastructures peut être observée sur les différentes représentations cartographiques du territoire : la carte de Cassini (XVIIIe siècle), la carte d'état-major (1820-1866) et les cartes ou photos aériennes de l'IGN pour la période actuelle (1950 à aujourd'hui).

### Lieux-dits et hameaux
- Bursoritz (Moussouritz) ;
- Hiriburu ;
- Mendixko ;
- Sorhouette, Sorhoeta ou Soroheta ;
- Subitarte.

### Voies de communication et transports
Irouléguy est desservie par les routes départementales D 15 et D 615.

### Risques majeurs
Le territoire de la commune d'Irouléguy est vulnérable à différents aléas naturels : météorologiques (tempête, orage, neige, grand froid, canicule ou sécheresse), inondations, feux de forêts, mouvements de terrains et séisme (sismicité moyenne). Un site publié par le BRGM permet d'évaluer simplement et rapidement les risques d'un bien localisé soit par son adresse soit par le numéro de sa parcelle.
Certaines parties du territoire communal sont susceptibles d’être affectées par le risque d’inondation par une crue torrentielle ou à montée rapide de cours d'eau. La commune a été reconnue en état de catastrophe naturelle au titre des dommages causés par les inondations et coulées de boue survenues en 1982, 1983, 2009, 2011 et 2014,.
Irouléguy est exposée au risque de feu de forêt. En 2020, le premier plan de protection des forêts contre les incendies (PDPFCI) a été adopté pour la période 2020-2030. La réglementation des usages du feu à l’air libre et les obligations légales de débroussaillement dans le département des Pyrénées-Atlantiques font l'objet d'une consultation de public ouverte du 16 septembre au 7 octobre 2022,.
Les mouvements de terrains susceptibles de se produire sur la commune sont des affaissements et effondrements liés aux cavités souterraines (hors mines). Afin de mieux appréhender le risque d’affaissement de terrain, un inventaire national permet de localiser les éventuelles cavités souterraines sur la commune.

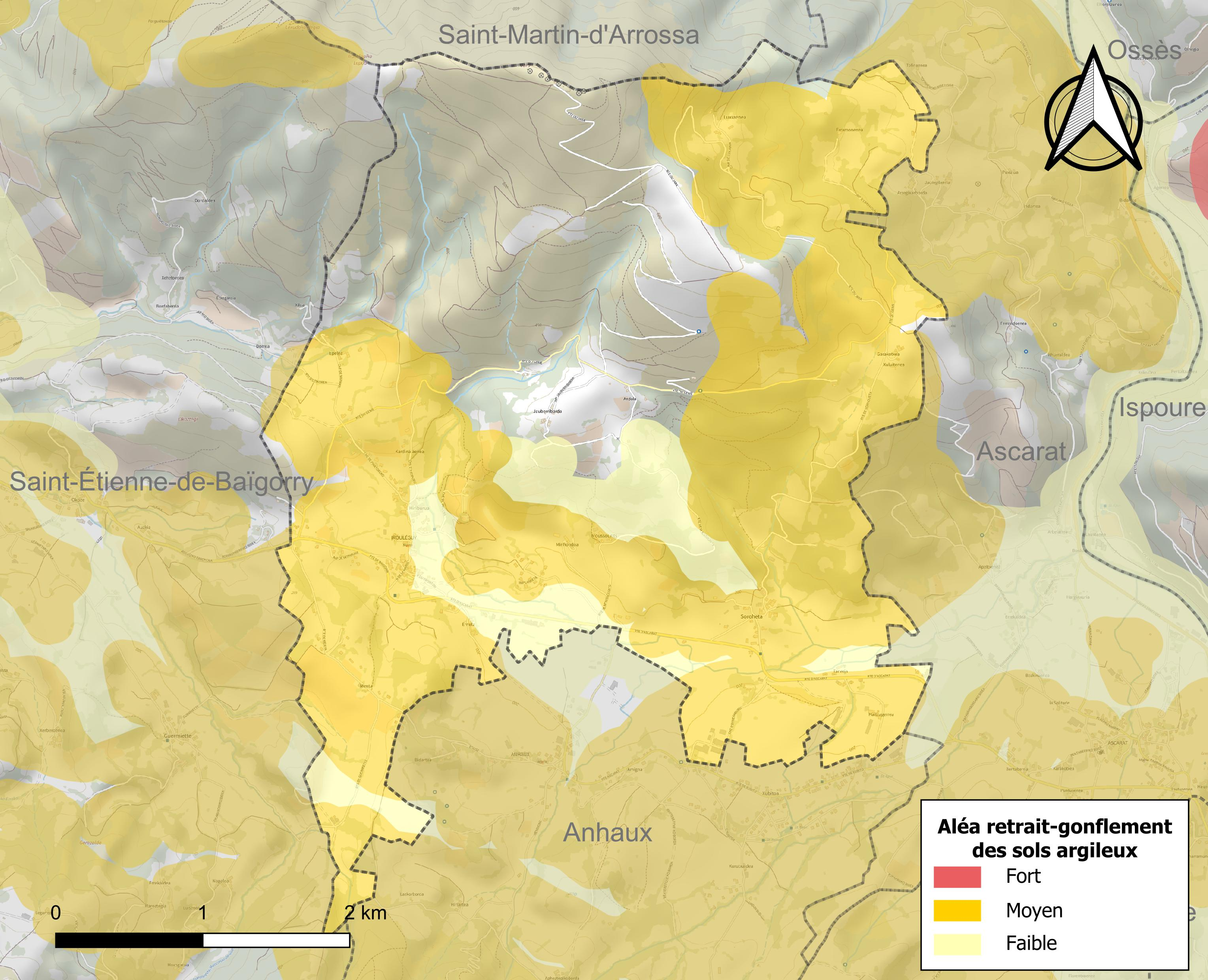
Carte des zones d'aléa retrait-gonflement des sols argileux d'Irouléguy.

Le retrait-gonflement des sols argileux est susceptible d'engendrer des dommages importants aux bâtiments en cas d’alternance de périodes de sécheresse et de pluie. 59,2 % de la superficie communale est en aléa moyen ou fort (59 % au niveau départemental et 48,5 % au niveau national). Depuis le 1er octobre 2020, en application de la loi ELAN, différentes contraintes s'imposent aux vendeurs, maîtres d'ouvrages ou constructeurs de biens situés dans une zone classée en aléa moyen ou fort,.

## Toponymie

### Étymologie
Mikel Belasko et Jean-Baptiste Orpustan notent que le toponyme basque Irulegi est formé par les mots hiru ("trois") et hegi ("bord, crête"), et signifie les "trois crêtes". Une allusion hypothétique aux trois sommets qui dominent cette partie du pays de Baïgorry, Jara (812 mètres) au nord, Munhoa (1023 mètres) au sud et Oilarandoy (933 mètres) au sud-ouest.

### Attestations anciennes
Le toponyme Irouléguy apparaît sous les formes 
Yrurleguy (1264), 
Yrulegui (1413), 
Irulegui (1513, titres de Pampelune), 
Yrulegui (1621, Martin Biscay) et 
Sanctus Vincentius de Iruleguy (1764, collations du diocèse de Bayonne).

### Autres toponymes
Etcheverry est un ancien fief, relevant du royaume de Navarre, cité dans le dictionnaire de 1863.
Le toponyme Sorhouette apparaît sous les formes 
Soroete (XIIIe siècle, cartulaire de Bayonne), 
Sorhete (1397, notaires de Navarrenx), 
Soroheta (1513, titres de Pampelune) et 
Sorueta (1621, Martin Biscay).

### Graphie basque
Son nom basque actuel est Irulegi.

## Histoire
La paroisse d'Irouléguy est mentionnée en 1354.

## Héraldique
| Blason de Irouléguy | Blason  | De gueules à six billettes d'argent rangées en fasce, 3 et 3. |
| Blason de Irouléguy | Détails | Le statut officiel du blason reste à déterminer.              |

## Politique et administration
| Période                                  | Période | Identité      | Étiquette | Qualité |
| ---------------------------------------- | ------- | ------------- | --------- | ------- |
| 1995                                     | 2008    | Jacques Irume |           |         |
| 2008                                     | 2014    | Jacques Irume |           |         |
| Les données manquantes sont à compléter. |         |               |           |         |

### Intercommunalité
La commune d'Irouléguy participe à sept structures intercommunales :
- la communauté d'agglomération du Pays Basque ;
- le SIVU Hiruen Artean ;
- le syndicat AEP d'Irouleguy-Anhaux ;
- le syndicat d’énergie des Pyrénées-Atlantiques ;
- le syndicat intercommunal pour l'aménagement et la gestion de l'abattoir de Saint-Jean-Pied-de-Port ;
- le syndicat intercommunal pour le soutien à la culture basque ;
- le syndicat mixte du bassin versant de la Nive.

Irouléguy accueille le siège du SIVU Hiruen Artean.

## Démographie
L'enquête de 1786 recense à Irouléguy 41 maisons et 293 personnes.

La même enquête relève à Sorhouette 28 maisons et 156 personnes.
L'évolution du nombre d'habitants est connue à travers les recensements de la population effectués dans la commune depuis 1793. Pour les communes de moins de 10 000 habitants, une enquête de recensement portant sur toute la population est réalisée tous les cinq ans, les populations de référence des années intermédiaires étant quant à elles estimées par interpolation ou extrapolation. Pour la commune, le premier recensement exhaustif entrant dans le cadre du nouveau dispositif a été réalisé en 2008.

En 2022, la commune comptait 366 habitants, en évolution de −0,27 % par rapport à 2016 (Pyrénées-Atlantiques : +3,78 %, France hors Mayotte : +2,11 %).
| 1793 | 1800 | 1806 | 1821 | 1831 | 1836 | 1841 | 1846 | 1851 |
| ---- | ---- | ---- | ---- | ---- | ---- | ---- | ---- | ---- |
| 440  | 443  | 443  | 406  | 386  | 440  | 498  | 529  | 461  |

| 1856 | 1861 | 1866 | 1872 | 1876 | 1881 | 1886 | 1891 | 1896 |
| ---- | ---- | ---- | ---- | ---- | ---- | ---- | ---- | ---- |
| 403  | 363  | 342  | 323  | 352  | 355  | 366  | 323  | 332  |

| 1901 | 1906 | 1911 | 1921 | 1926 | 1931 | 1936 | 1946 | 1954 |
| ---- | ---- | ---- | ---- | ---- | ---- | ---- | ---- | ---- |
| 310  | 318  | 291  | 267  | 276  | 284  | 288  | 265  | 259  |

| 1962 | 1968 | 1975 | 1982 | 1990 | 1999 | 2006 | 2008 | 2013 |
| ---- | ---- | ---- | ---- | ---- | ---- | ---- | ---- | ---- |
| 251  | 232  | 212  | 233  | 240  | 290  | 316  | 324  | 370  |

| 2018 | 2022 | - | - | - | - | - | - | - |
| ---- | ---- | - | - | - | - | - | - | - |
| 359  | 366  | - | - | - | - | - | - | - |

## Économie
L'activité est principalement agricole. La commune fait partie de la zone d'appellation de l'ossau-iraty.
Le vignoble d’Irouleguy est situé autour de Saint-Étienne-de-Baïgorry et Saint-Jean-Pied-de-Port.
Il s'agit de l'un des plus petits vignobles de France, le seul du Pays basque nord. Il est classé AOC depuis 1970.

## Culture locale et patrimoine

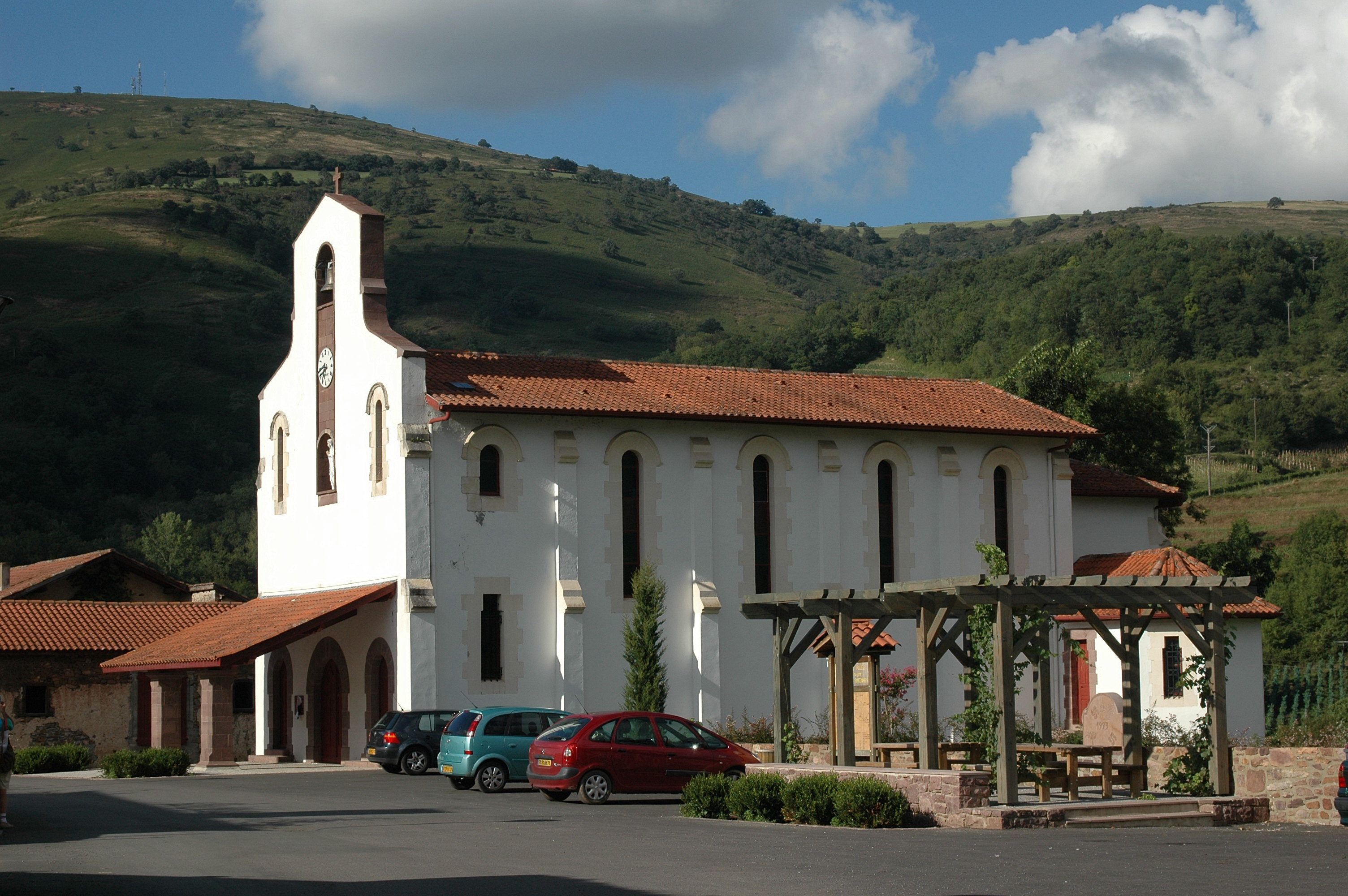
L'église Saint-Vincent.
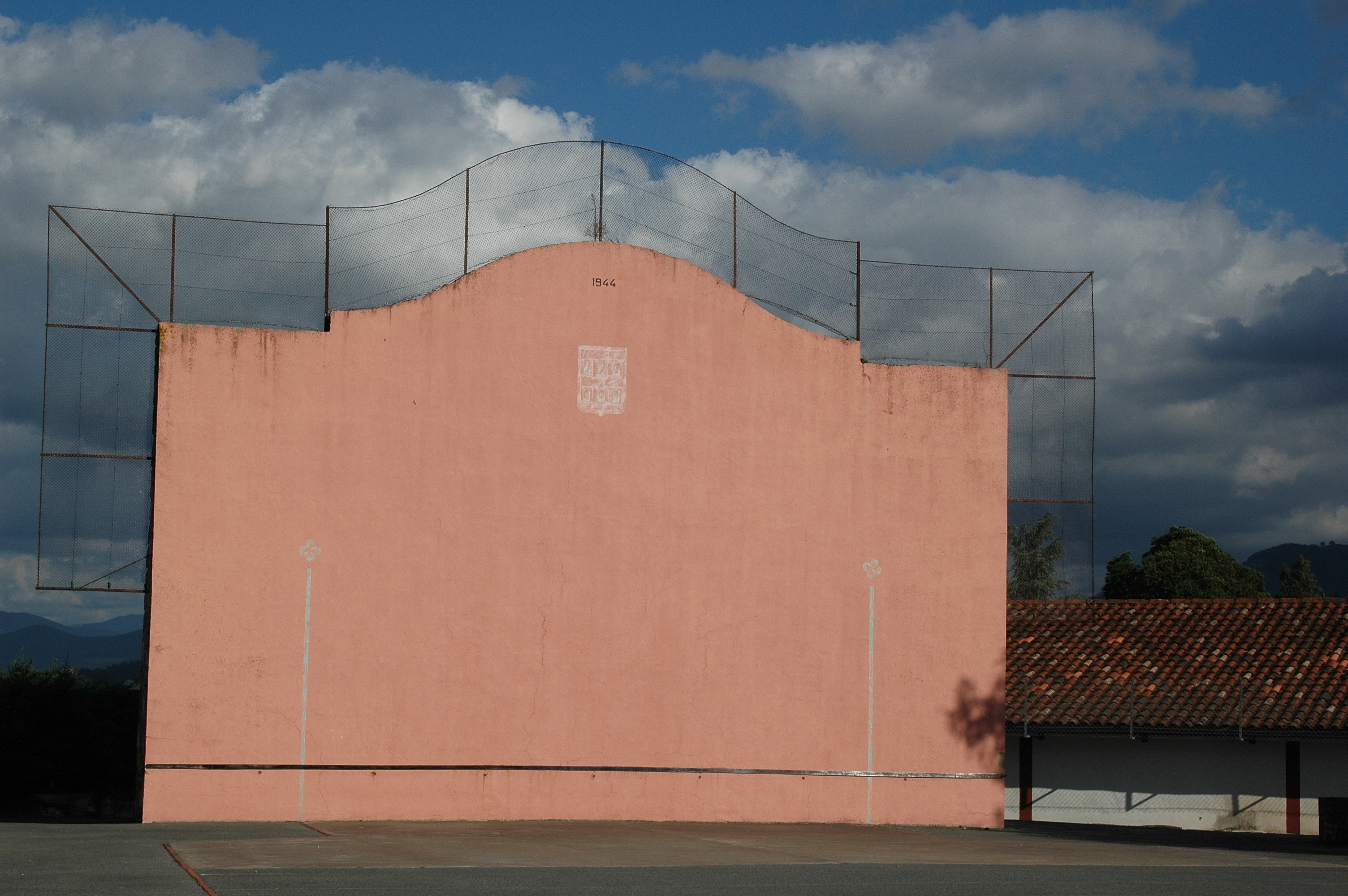
Le fronton.
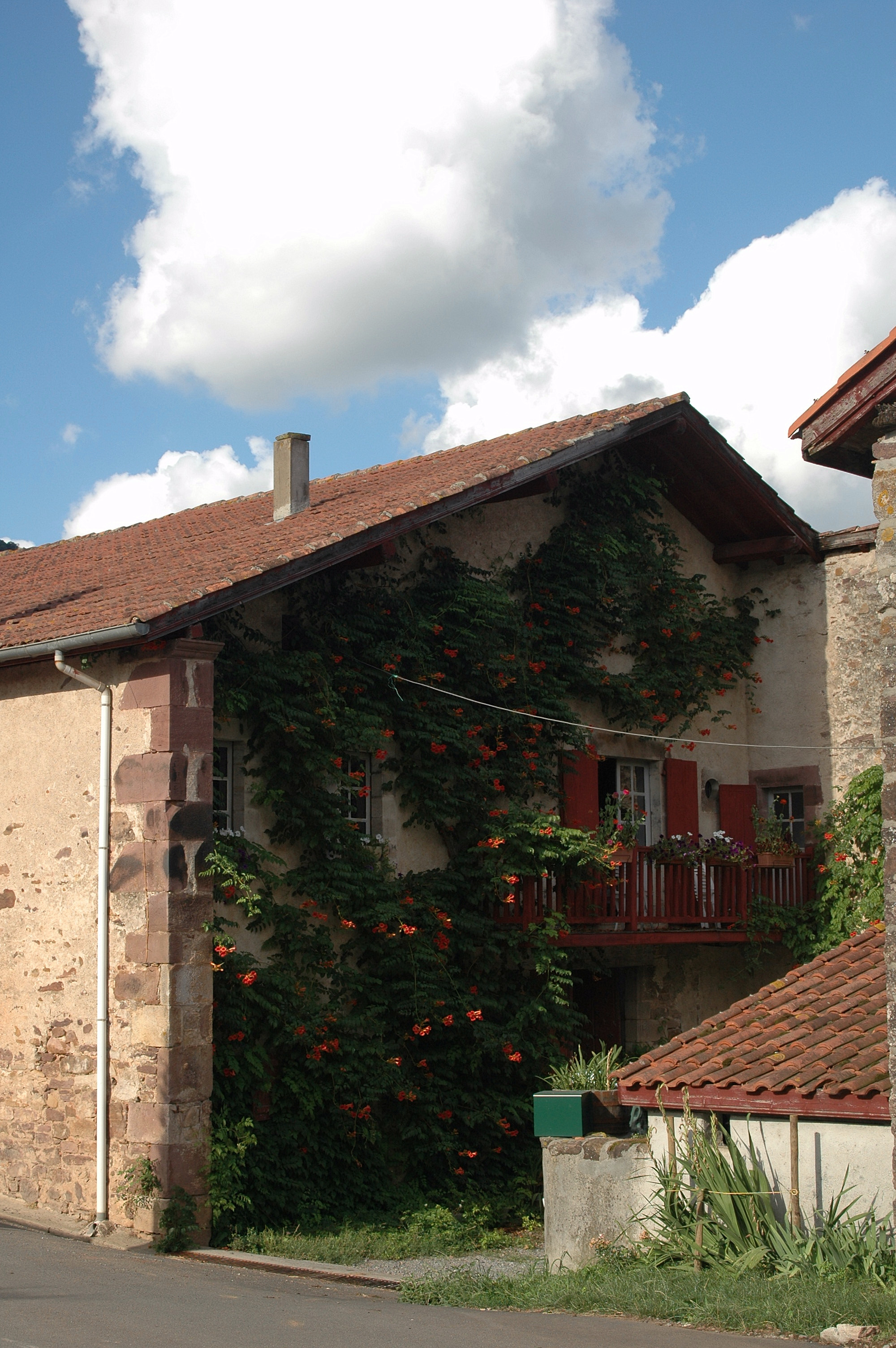
Ferme de Basse-Navarre.

### Patrimoine civil
- Les dolmens d'Arrondo et d'Artxuita, édifiés à environ 600 m l'un de l'autre sur l'escarpement est de la montagne de Jarra, sont tous les deux datés du Néolithique et classés au titre des monuments historiques[54],[55] ;
- Un gaztelu zahar se dresse au lieu-dit Mendixko ;
- La ferme Etxeberria[56] date de la fin du XVIIe siècle et du XVIIIe siècle ;
- Un lavoir, alimenté par un cours d'eau.

### Patrimoine religieux
- La chapelle Saint-André[57] d'origine médiévale (XIIe siècle) fut rebâtie au XVIIe siècle ;
- L'actuelle église Saint-Vincent[58], à campenard, date de la fin du XIXe siècle ou du début du XXe siècle. L'ancienne église, connue aujourd'hui sous le nom de chapelle Saint-Vincent[59], remonte au milieu du Moyen Âge ;
- Le cimetière recèle des dalles funéraires[60], des croix[61], une plaque commémorative[62] et des stèles discoïdales[63] inventoriées par le ministère de la Culture.